# Kanin (berg)
Kanin (Italiaans: Monte Canin) is een berg in het gelijknamige gebergte Kanin in het westen van de Julische Alpen. De berg is 2.587 meter hoog en ligt op de grens van Italië en Slovenië, ten noordwesten van Bovec.
Op de Sloveense hellingen in de gemeente Bovec bevindt zich het hoogste skigebied van Slovenië. Tevens bevindt zich hier het grensoverschrijdende skigebied van Kanin-Sella Nevea. Er is een grot in de berg, de Vrtoglavicagrot, die de diepste verticale ondergrondse hoogte ter wereld heeft. Het gaat om een diepte van 603 meter.